# Bahnstrecke Kaeng Khoi Junction–Bua Yai Junction
| Empfangsgebäude Kaeng Khoi |                     |                                            |                                            |
| Streckenlänge: | 251 km              |                                            |                                            |
| Spurweite: | 1000 mm (Meterspur) |                                            |                                            |
| Maximale Neigung: | 14 ‰                |                                            |                                            |
| Minimaler Radius: | 400 m               |                                            |                                            |
| |                     |                                            |                                            |
| \| \| \| \| \| \| \| \| Nordostbahn \| \| \| \| 125,11 \| Kaeng Khoi Junction \| Kaeng Khoi Junction \| \| \| 128,80 \| Ban Chong Tai \| Ban Chong Tai \| \| \| 130,49 \| Mae Nam Pa Sak \| 115 m \| \| \| 134,37 \| Khao Khok \| Khao Khok \| \| \| 141,85 \| Khao Hin Dat seit 1959 \| Khao Hin Dat seit 1959 \| \| \| 147,90 \| Hin Son \| Hin Son \| \| \| 152,30 \| Khao Sung \| Khao Sung \| \| \| 153,50 \| „Sonnenblumenfeld“ Fotohalt für Sonderzüge \| „Sonnenblumenfeld“ Fotohalt für Sonderzüge \| \| \| 159,65 \| Kaeng Suea Ten \| Kaeng Suea Ten \| \| \| 162,38 \| Khuean Pa Sak Chonlasit seit 1999 \| Khuean Pa Sak Chonlasit seit 1999 \| \| \| 164,04 \| Khuean Pa Sak Chonlasit-Stausee \| Khuean Pa Sak Chonlasit-Stausee \| \| \| \| \| \| \| \| 164,15 \| Ban Nong Bua 1967–1999 \| Ban Nong Bua 1967–1999 \| \| \| \| \| \| \| \| 165,95 \| Ban Nong Bua seit 2008 \| Ban Nong Bua seit 2008 \| \| \| 167,18 \| Khuean Pa Sak Chonlasit-Stausee \| 555 m \| \| \| \| \| \| \| \| 169,89 \| Manao Wan 1956–1999 \| Manao Wan 1956–1999 \| \| \| \| \| \| \| \| 170,61 \| Khuean Pa Sak Chonlasit-Stausee \| 1340 m \| \| \| 172,00 \| SRT-Aussichtspunkt Fotohalt für Sonderzüge \| SRT-Aussichtspunkt Fotohalt für Sonderzüge \| \| \| 172,10 \| Khuean Pa Sak Chonlasit-Stausee \| 1385 m \| \| \| 176,55 \| Khok Salung \| Khok Salung \| \| \| 177,96 \| Khuean Pa Sak Chonlasit-Stausee \| 1415 m \| \| \| \| \| \| \| \| 183,00 \| Khok Makham Pom 1999 stillgelegt \| Khok Makham Pom 1999 stillgelegt \| \| \| \| \| \| \| \| 185,80 \| Sura Narai \| Sura Narai \| \| \| 192,00 \| Thung Takeo bis 1962: Khao Phya Nok \| Thung Takeo bis 1962: Khao Phya Nok \| \| \| 193,33 \| Assumption Convent School seit 1999 \| Assumption Convent School seit 1999 \| \| \| 198,95 \| Khao Yaikata \| Khao Yaikata \| \| \| 207,38 \| Talat Lam Narai \| Talat Lam Narai \| \| \| 208,80 \| Lam Narai (Amphoe Chai Badan) \| Lam Narai (Amphoe Chai Badan) \| \| \| 216,62 \| Mae Nam Pa Sak \| 180 m \| \| \| 220,35 \| Ban Ko Rang \| Ban Ko Rang \| \| \| 226,45 \| Phaen Din Thong \| Phaen Din Thong \| \| \| 236,65 \| Ban Chong Ko \| Ban Chong Ko \| \| \| 238,16 \| Mae Nam Lam Sonthi \| Mae Nam Lam Sonthi \| \| \| 240,87 \| Khok Khli \| Khok Khli \| \| \| 248,80 \| Khong Pang Hoei-Tunnel \| Khong Pang Hoei-Tunnel \| \| \| 249,03 \| 231 m \| 231 m \| \| \| 250,64 \| Chong Samran \| Chong Samran \| \| \| 259,59 \| Route 205 \| 104 m \| \| \| 263,14 \| Ban Wa Tabaek (Amphoe Thep Sathit) \| Ban Wa Tabaek (Amphoe Thep Sathit) \| \| \| 273,15 \| Huai Yai Chio \| Huai Yai Chio \| \| \| 279,97 \| Ban Pak Chap \| Ban Pak Chap \| \| \| 290,53 \| Bamnet Narong \| Bamnet Narong \| \| \| 293,25 \| Ban Kloi seit 1985 \| Ban Kloi seit 1985 \| \| \| 297,30 \| Wang Ka-am \| Wang Ka-am \| \| \| 302,10 \| Non Khro \| Non Khro \| \| \| 310,19 \| Chatturat (Amphoe Chatturat) \| Chatturat (Amphoe Chatturat) \| \| \| 322,85 \| Nong Chim (Amphoe Noen Sa-nga) \| Nong Chim (Amphoe Noen Sa-nga) \| \| \| 330,19 \| Ban Ta Noen \| Ban Ta Noen \| \| \| 334,05 \| Ban Nong Kham \| Ban Nong Kham \| \| \| 341,18 \| Ban Lueam (Amphoe Ban Lueam) \| Ban Lueam (Amphoe Ban Lueam) \| \| \| 346,16 \| Ban Khok Krabueang \| Ban Khok Krabueang \| \| \| 351,83 \| Ban Nong Prue Pong \| Ban Nong Prue Pong \| \| \| 355,19 \| Nong Phulang \| Nong Phulang \| \| \| 358,20 \| Ban Kraphi \| Ban Kraphi \| \| \| 360,17 \| Ban Kao Ngio \| Ban Kao Ngio \| \| \| 362,14 \| Ban Sa Khrok \| Ban Sa Khrok \| \| \| 366,50 \| Ban So Krang \| Ban So Krang \| \| \| \| Bahnstrecke Nakhon Ratchasima–Nong Khai \| \| \| \| 375,90 \| Bua Yai Junction (Amphoe Bua Yai) \| Bua Yai Junction (Amphoe Bua Yai) \| \| \| \| \| \| \| \| \| \| \| \| Quellen: [1] \| \| \| \| |                     |                                            |                                            |
| Strecke |                     |                                            |                                            |
| Abzweig geradeaus und nach rechts |                     | Nordostbahn                                | Nordostbahn                                |
| Bahnhof | 125,11              | Kaeng Khoi Junction                        | Kaeng Khoi Junction                        |
| Bahnhof | 128,80              | Ban Chong Tai                              | Ban Chong Tai                              |
| Brücke über Wasserlauf | 130,49              | Mae Nam Pa Sak                             | 115 m                                      |
| Bahnhof | 134,37              | Khao Khok                                  | Khao Khok                                  |
| Bahnhof | 141,85              | Khao Hin Dat seit 1959                     | Khao Hin Dat seit 1959                     |
| Bahnhof | 147,90              | Hin Son                                    | Hin Son                                    |
| Bahnhof | 152,30              | Khao Sung                                  | Khao Sung                                  |
| Dienststation / Betriebs- oder Güterbahnhof | 153,50              | „Sonnenblumenfeld“ Fotohalt für Sonderzüge | „Sonnenblumenfeld“ Fotohalt für Sonderzüge |
| Bahnhof | 159,65              | Kaeng Suea Ten                             | Kaeng Suea Ten                             |
| Bahnhof | 162,38              | Khuean Pa Sak Chonlasit seit 1999          | Khuean Pa Sak Chonlasit seit 1999          |
| Brücke über Wasserlauf | 164,04              | Khuean Pa Sak Chonlasit-Stausee            | Khuean Pa Sak Chonlasit-Stausee            |
| Strecke von links (außer Betrieb) · Abzweig geradeaus und ehemals nach rechts |                     |                                            |                                            |
| Bahnhof (Strecke außer Betrieb) · Strecke | 164,15              | Ban Nong Bua 1967–1999                     | Ban Nong Bua 1967–1999                     |
| Strecke nach links (außer Betrieb) · Abzweig geradeaus und ehemals von rechts |                     |                                            |                                            |
| Bahnhof | 165,95              | Ban Nong Bua seit 2008                     | Ban Nong Bua seit 2008                     |
| Brücke über Wasserlauf | 167,18              | Khuean Pa Sak Chonlasit-Stausee            | 555 m                                      |
| Strecke von links (außer Betrieb) · Abzweig geradeaus und ehemals nach rechts |                     |                                            |                                            |
| Bahnhof (Strecke außer Betrieb) · Strecke | 169,89              | Manao Wan 1956–1999                        | Manao Wan 1956–1999                        |
| Strecke nach links (außer Betrieb) · Abzweig geradeaus und ehemals von rechts |                     |                                            |                                            |
| Brücke über Wasserlauf | 170,61              | Khuean Pa Sak Chonlasit-Stausee            | 1340 m                                     |
| Dienststation / Betriebs- oder Güterbahnhof | 172,00              | SRT-Aussichtspunkt Fotohalt für Sonderzüge | SRT-Aussichtspunkt Fotohalt für Sonderzüge |
| Brücke über Wasserlauf | 172,10              | Khuean Pa Sak Chonlasit-Stausee            | 1385 m                                     |
| Bahnhof | 176,55              | Khok Salung                                | Khok Salung                                |
| Brücke über Wasserlauf | 177,96              | Khuean Pa Sak Chonlasit-Stausee            | 1415 m                                     |
| Strecke von links (außer Betrieb) · Abzweig geradeaus und ehemals nach rechts |                     |                                            |                                            |
| Bahnhof (Strecke außer Betrieb) · Strecke | 183,00              | Khok Makham Pom 1999 stillgelegt           | Khok Makham Pom 1999 stillgelegt           |
| Strecke nach links (außer Betrieb) · Abzweig geradeaus und ehemals von rechts |                     |                                            |                                            |
| Bahnhof | 185,80              | Sura Narai                                 | Sura Narai                                 |
| ehemaliger Bahnhof | 192,00              | Thung Takeo bis 1962: Khao Phya Nok        | Thung Takeo bis 1962: Khao Phya Nok        |
| Bahnhof | 193,33              | Assumption Convent School seit 1999        | Assumption Convent School seit 1999        |
| Bahnhof | 198,95              | Khao Yaikata                               | Khao Yaikata                               |
| Bahnhof | 207,38              | Talat Lam Narai                            | Talat Lam Narai                            |
| Bahnhof | 208,80              | Lam Narai (Amphoe Chai Badan)              | Lam Narai (Amphoe Chai Badan)              |
| Brücke über Wasserlauf | 216,62              | Mae Nam Pa Sak                             | 180 m                                      |
| Bahnhof | 220,35              | Ban Ko Rang                                | Ban Ko Rang                                |
| Bahnhof | 226,45              | Phaen Din Thong                            | Phaen Din Thong                            |
| Bahnhof | 236,65              | Ban Chong Ko                               | Ban Chong Ko                               |
| Brücke über Wasserlauf | 238,16              | Mae Nam Lam Sonthi                         | Mae Nam Lam Sonthi                         |
| Bahnhof | 240,87              | Khok Khli                                  | Khok Khli                                  |
| Tunnelanfang | 248,80              | Khong Pang Hoei-Tunnel                     | Khong Pang Hoei-Tunnel                     |
| Tunnelende | 249,03              | 231 m                                      | 231 m                                      |
| Bahnhof | 250,64              | Chong Samran                               | Chong Samran                               |
| Brücke | 259,59              | Route 205                                  | 104 m                                      |
| Bahnhof | 263,14              | Ban Wa Tabaek (Amphoe Thep Sathit)         | Ban Wa Tabaek (Amphoe Thep Sathit)         |
| Bahnhof | 273,15              | Huai Yai Chio                              | Huai Yai Chio                              |
| Bahnhof | 279,97              | Ban Pak Chap                               | Ban Pak Chap                               |
| Bahnhof | 290,53              | Bamnet Narong                              | Bamnet Narong                              |
| Bahnhof | 293,25              | Ban Kloi seit 1985                         | Ban Kloi seit 1985                         |
| Bahnhof | 297,30              | Wang Ka-am                                 | Wang Ka-am                                 |
| Bahnhof | 302,10              | Non Khro                                   | Non Khro                                   |
| Bahnhof | 310,19              | Chatturat (Amphoe Chatturat)               | Chatturat (Amphoe Chatturat)               |
| Bahnhof | 322,85              | Nong Chim (Amphoe Noen Sa-nga)             | Nong Chim (Amphoe Noen Sa-nga)             |
| Bahnhof | 330,19              | Ban Ta Noen                                | Ban Ta Noen                                |
| Bahnhof | 334,05              | Ban Nong Kham                              | Ban Nong Kham                              |
| Bahnhof | 341,18              | Ban Lueam (Amphoe Ban Lueam)               | Ban Lueam (Amphoe Ban Lueam)               |
| Bahnhof | 346,16              | Ban Khok Krabueang                         | Ban Khok Krabueang                         |
| Bahnhof | 351,83              | Ban Nong Prue Pong                         | Ban Nong Prue Pong                         |
| Bahnhof | 355,19              | Nong Phulang                               | Nong Phulang                               |
| Bahnhof | 358,20              | Ban Kraphi                                 | Ban Kraphi                                 |
| Bahnhof | 360,17              | Ban Kao Ngio                               | Ban Kao Ngio                               |
| Bahnhof | 362,14              | Ban Sa Khrok                               | Ban Sa Khrok                               |
| Bahnhof | 366,50              | Ban So Krang                               | Ban So Krang                               |
| Abzweig geradeaus und von rechts |                     | Bahnstrecke Nakhon Ratchasima–Nong Khai    | Bahnstrecke Nakhon Ratchasima–Nong Khai    |
| Bahnhof | 375,90              | Bua Yai Junction (Amphoe Bua Yai)          | Bua Yai Junction (Amphoe Bua Yai)          |
| Strecke |                     |                                            |                                            |
| |                     |                                            |                                            |
| Quellen: |                     |                                            |                                            |

Die Bahnstrecke Kaeng Khoi Junction–Bua Yai Junction ist eine Umfahrung des thailändischen Eisenbahnknotenpunktes Nakhon Ratchasima. Ihre Kilometrierung zählt von Bangkok Hua Lamphong.

## Anfänge

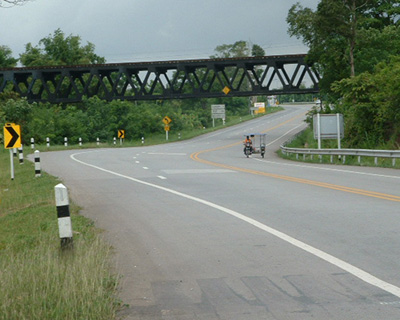
Eisenbahnbrücke Bahnstrecke Kaeng Khoi Junction–Bua Yai Junction überquert die Thailand Route 205 in Amphoe Thep Sathit, Provinz Chaiyaphum

Bereits 1895 wurde von privater Seite der Antrag auf eine Konzession gestellt, die das Recht schaffen sollte, eine Eisenbahnstrecke von Saraburi nach Chiang Khan am Mekong durch das Tal des Flusses Pa Sak über Phetchabun und Loei zu errichten, da dies die kürzeste Verbindung von der Hauptstadt Bangkok bis zum Mekong bedeutet. Zahlreiche ähnliche privat initiierte Projekte waren aber an vielen Stellen in Thailand an der Schwierigkeit gescheitert, in ausreichendem Umfang Kapital aufzubringen. Das Konzessionsersuchen wurde daher abgelehnt. und Siam beschloss 1898, die Hauptverbindungen des Landes generell als Staatsbahn errichten zu lassen.
Anfang der 1940er Jahre hatte der autoritär regierende thailändische Ministerpräsident, Feldmarschall Plaek Phibunsongkhram die Idee, die Hauptstadt ins Landesinnere zu verlegen und dort parallel eine zweite „buddhistische Stadt“ zu errichten. Grund dafür war u. a. der Pak-Nam-Zwischenfall wo französische Kanonenboote 1893 bis nach Bangkok vordrangen. Erste Maßnahme war, eine Eisenbahnverbindung in das als Standort für die neue Hauptstadt ausgesuchte Amphoe Lom Sak zu errichten. Den Planungs- und Bauauftrag dafür erhielt die Staatsbahn 1941/1942. Weil durch den Zweiten Weltkrieg – Thailand stand auf der Seite Japans und wurde von den Alliierten angegriffen – die Ressourcen aber anders verteilt werden mussten, kam das Projekt nicht sehr weit: Am Ende des Krieges waren etwa 30 km Unterbau errichtet und 5 km Gleise von Kaeng Khoi bis zum Pa-Sak-Fluss verlegt. Nach dem Krieg stand zunächst der Wiederaufbau der in erheblichem Umfang zerstörten Eisenbahnanlagen im Vordergrund, nicht der Streckenneubau.

## Bau

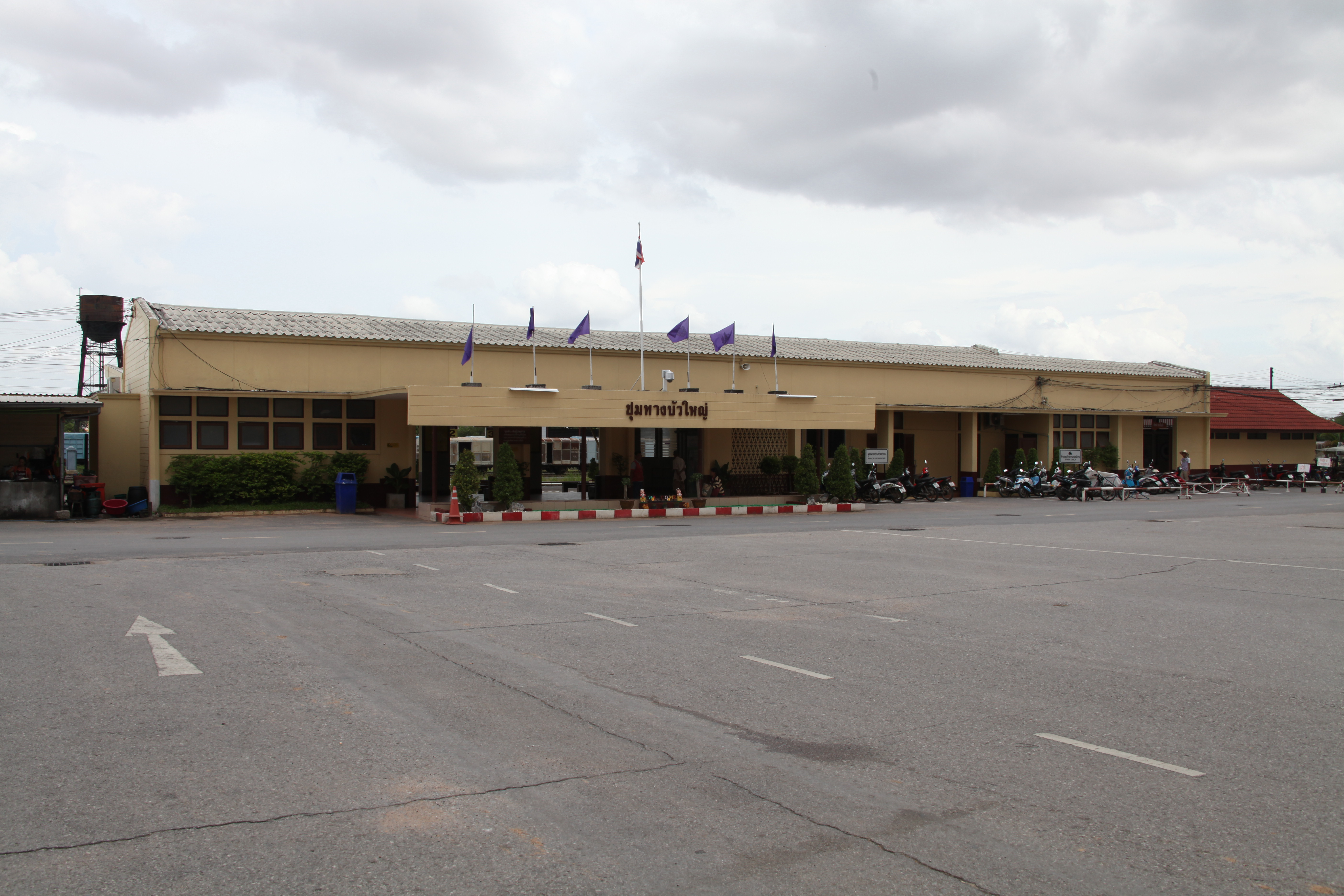
Empfangsgebäude Bua Yai

Die Nordostbahn hat aufgrund ihrer starken Steigung (24 ‰) in der Rampe zur Khorat-Hochebene und der engen Kurven (zum Teil mit einem Radius von nur 200 m) eine relativ geringe Kapazität. Mit zunehmendem Verkehr wurde diese erreicht. Eine westliche Umfahrung, des dort gelegenen Eisenbahnknotenpunktes Nakhon Ratchasima war eine mögliche Lösung des Problems.
Eine entsprechende Linie, die jedoch 30,4 km länger ist, wurde geplant, die Vorarbeiten aus den 1940er Jahren von Amphoe Kaeng Khoi bis etwa Amphoe Chai Badan einbezogen. Die neue Trasse kam mit Steigungen bis zu 14 ‰ und Kurvenradien von 400 m aus. Baubeginn war im Jahr 1950. Den überwiegenden Teil der Bauarbeiten führte die Staatsbahn in Eigenregie durch. Lediglich die topografisch anspruchsvolle Querung des Randgebirges der Khorat-Hochebene wurde vergeben. Beauftragt wurde die japanische Hazama Ltd. Die Arbeiten wurden von dem deutschen Ingenieurbüro Kurt Beckel GmbH überwacht. Die Eröffnung der Strecke folgte abschnittsweise zwischen 1956 und 1967.

## Umbau

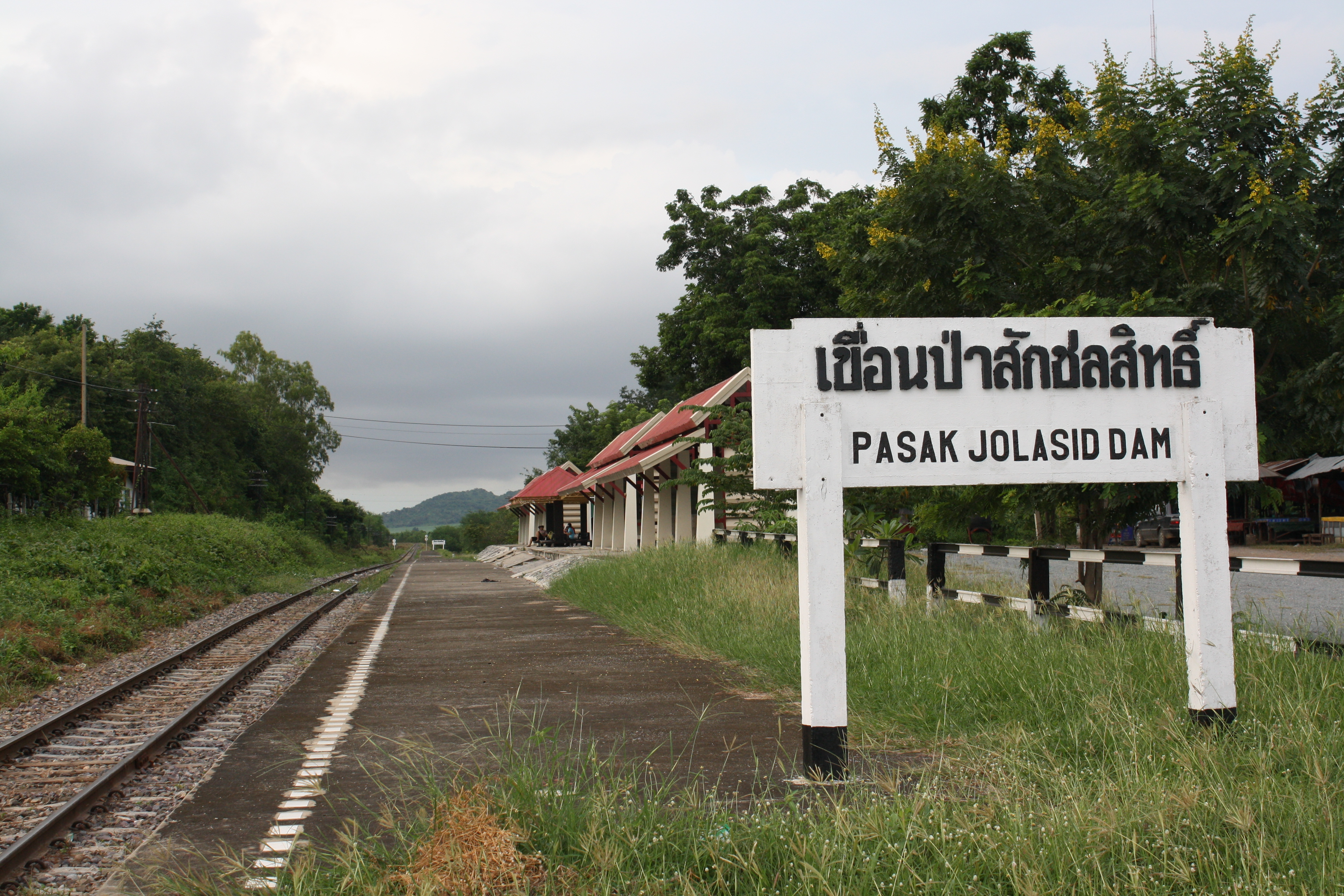
Bahnhof Khuean Pa Sak Chonlasit

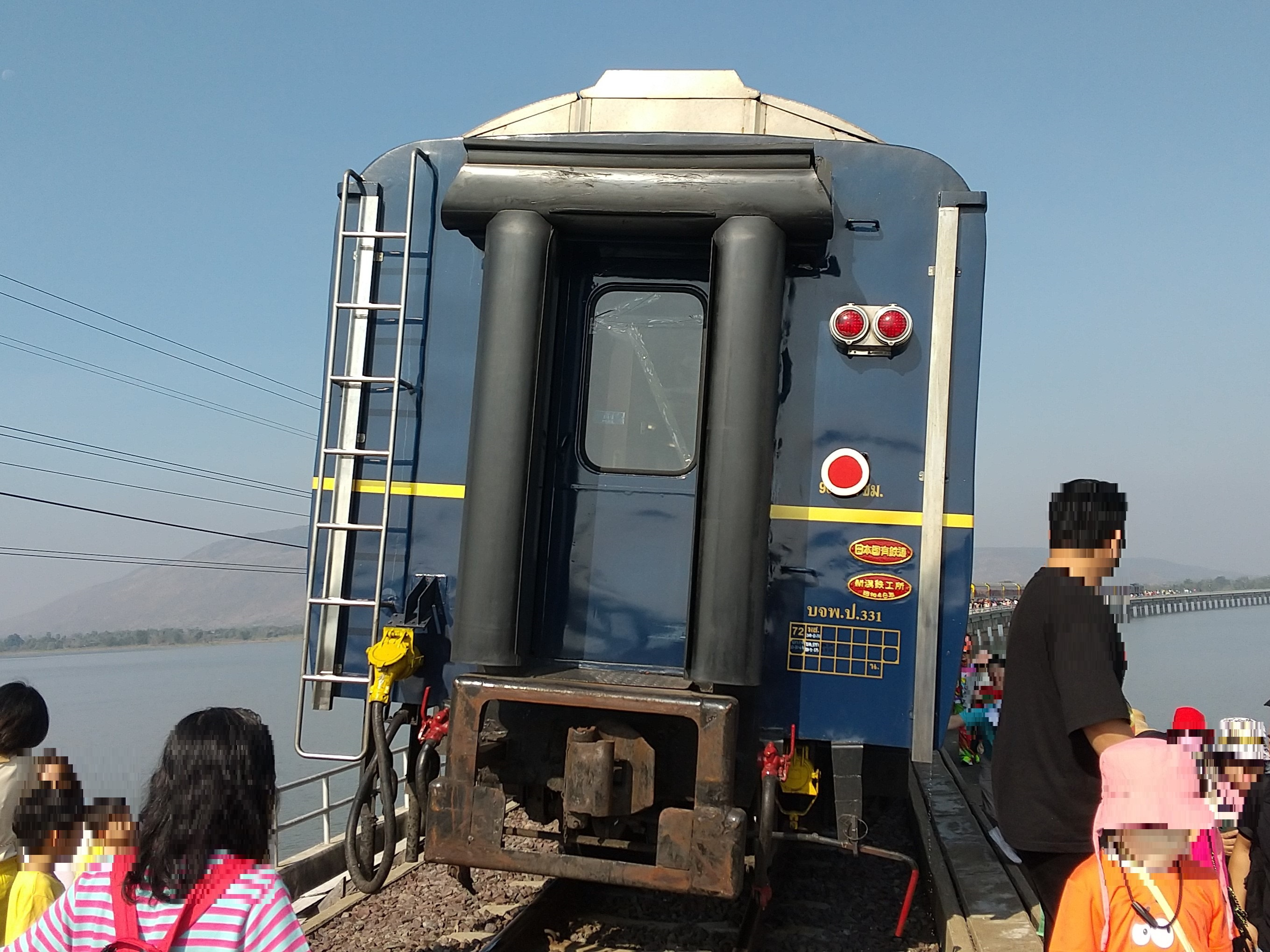
Fotohalt am Stausee

Der Fluss Pa Sak war für die örtliche Landwirtschaft ein Problem: In der Regenzeit verursachte er Überschwemmungen, in der Trockenzeit fiel er trocken. Um den Wasserstand regulieren zu können, wurden ab 1965 Untersuchungen angestellt, um ein Rückhaltebecken anzulegen. Daraus entstand das Projekt des Pa-Sak-Chonlasit-Staudamms und Stausees. Fast 30 Jahre später, 1994, wurde dann der politische Entschluss gefasst, die Anlage zu bauen. In die Fläche, die der neue See flutete, fielen Abschnitte der Bahnstrecke Kaeng Khoi Junction–Bua Yai Junction und drei Bahnhöfe auf einer Länge von knapp 25 Kilometern.
Baubeginn für den neuen Streckenabschnitt war der 25. April 1997. Die neue Strecke wurde westlich der Bestandsstrecke errichtet, zum Teil auf Dämmen im Uferbereich, verbunden durch fünf große Brücken mit Längen zwischen 555 m und 1415 m. Bereits am 19. Juni 1998 konnte der neue Streckenabschnitt in Betrieb genommen werden. Von den entfallenen Bahnhöfen wurde lediglich Ban Nong Bua nachträglich 2008 neu errichtet.

## Besonderheiten
Der Stausee entwickelte sich zu einem beliebten Ausflugsziel und Erholungsgebiet. Die Thailändische Staatsbahn (SRT) fährt hierher gelegentlich Sonderzüge, die an zwei Aussichtspunkten Fotostopps einlegen.
Seit der Eröffnung der grenzüberschreitenden Eisenbahnverbindung nach Laos, hat sich der Güterverkehr stetig erhöht sowie die durchgehenden Personenzüge von Bangkok Richtung Vientiane und zurück fahren nicht mehr über Nakhon Ratchasima. Diese werden wegen der geringeren Steigung überwiegend über diese Bahnstrecke u. a. als Güterumgehungsbahn von Nakhon Ratchasima genutzt.